# Chicheboville
Chicheboville és un municipi francès situat al departament de Calvados i a la regió de Normandia. L'any 2007 tenia 516 habitants.

## Demografia

### Població
El 2007 la població de fet de Chicheboville era de 516 persones. Hi havia 186 famílies de les quals 29 eren unipersonals (17 homes vivint sols i 12 dones vivint soles), 41 parelles sense fills, 87 parelles amb fills i 29 famílies monoparentals amb fills.
La població ha evolucionat segons el següent gràfic:
Habitants censats

### Habitatges
El 2007 hi havia 199 habitatges, 188 eren l'habitatge principal de la família, 3 eren segones residències i 8 estaven desocupats. 198 eren cases i 1 era un apartament. Dels 188 habitatges principals, 161 estaven ocupats pels seus propietaris, 21 estaven llogats i ocupats pels llogaters i 6 estaven cedits a títol gratuït; 6 tenien dues cambres, 12 en tenien tres, 36 en tenien quatre i 134 en tenien cinc o més. 153 habitatges disposaven pel capbaix d'una plaça de pàrquing. A 76 habitatges hi havia un automòbil i a 106 n'hi havia dos o més.

### Piràmide de població
La piràmide de població per edats i sexe el 2009 era:
| Homes | Edats   | Dones |
| ----- | ------- | ----- |
| 0     | 95 o +  | 0     |
| 0     | 90 a 94 | 4     |
| 0     | 85 a 89 | 0     |
| 0     | 80 a 84 | 0     |
| 16    | 75 a 79 | 12    |
| 8     | 70 a 74 | 0     |
| 12    | 65 a 69 | 0     |
| 12    | 60 a 64 | 12    |
| 8     | 55 a 59 | 12    |
| 28    | 50 a 54 | 16    |
| 8     | 45 a 49 | 24    |
| 16    | 40 a 44 | 4     |
| 12    | 35 a 39 | 12    |
| 24    | 30 a 34 | 24    |
| 16    | 25 a 29 | 8     |
| 12    | 20 a 24 | 16    |
| 16    | 15 a 19 | 20    |
| 28    | 10 a 14 | 4     |
| 20    | 5 a 9   | 8     |
| 8     | 0 a 4   | 16    |

## Economia
El 2007 la població en edat de treballar era de 334 persones, 249 eren actives i 85 eren inactives. De les 249 persones actives 225 estaven ocupades (123 homes i 102 dones) i 22 estaven aturades (13 homes i 9 dones). De les 85 persones inactives 38 estaven jubilades, 24 estaven estudiant i 23 estaven classificades com a «altres inactius».

### Ingressos
El 2009 a Chicheboville hi havia 180 unitats fiscals que integraven 499,5 persones, la mediana anual d'ingressos fiscals per persona era de 18.528 €.

### Activitats econòmiques
Dels 15 establiments que hi havia el 2007, 1 era d'una empresa extractiva, 5 d'empreses de construcció, 1 d'una empresa de transport, 1 d'una empresa immobiliària, 4 d'empreses de serveis, 1 d'una entitat de l'administració pública i 2 d'empreses classificades com a «altres activitats de serveis».
Dels 6 establiments de servei als particulars que hi havia el 2009, 1 era un paleta, 1 guixaire pintor, 1 fusteria, 2 lampisteries i 1 agència immobiliària.
L'any 2000 a Chicheboville hi havia 10 explotacions agrícoles que ocupaven un total de 654 hectàrees.

## Equipaments sanitaris i escolars
El 2009 hi havia una escola elemental integrada dins d'un grup escolar amb les comunes properes formant una escola dispersa.

## Poblacions més properes
El següent diagrama mostra les poblacions més properes.